# PERIOD (キリトの曲)
「PERIOD」（ピリオド）は、キリトの4枚目のシングル。2006年9月20日発売。発売元はavex trax。

## 解説
- 藤原いくろうとキリトによるシンフォニックコンサート（東京ニューシティー管弦楽団演奏）のメモリアルシングル。
- カップリングは、アルバム『Hameln』収録曲、「EXIT」のシンフォニックバージョン。
- 初回デジパック仕様。

## CD収録曲
1. PERIOD
（作詞・作曲:キリト、編曲:藤原いくろう CMJK キリト）
2. EXIT (orchestra version)
（作詞・作曲:キリト、編曲:藤原いくろう キリト）
3. PERIOD (instrumental)
（作詞・作曲:キリト、編曲:藤原いくろう）
4. EXIT (instrumental)
（作詞・作曲:キリト、編曲:藤原いくろう）